# オシエク＝バラニャ郡

オシエチュコ・バラニスカ郡の位置

オシエク＝バラニャ郡(オシエク＝バラニャぐん、Osječko-baranjska županija)はクロアチアのスラヴォニア地方に位置する郡。郡都はオシエク。

## 地理
ハンガリー王国時代のバラニャ地方の一部だった。